# Маріем Веласко
Маріем Кларет Веласко Гарсія (ісп. Mariem Claret Velazco García; нар. 9 листопада 1998) — венесуельська модель, володарка титулу «Міс Інтернешнл 2018».

## Біографія
Народилася 9 листопада 1998 року у містечку Сан-Томе на північному сході Венесуели. У 16 років переїхала у Каракас, щоб навчатися в Університеті Симона Болівара.
На конкурсі «Міс Венесуела 2017» представляла штат Баринас. Веласко зайняла третє місце та отримала право представляти країну на конкурсі «Міс Інтернешнл». 9 листопада 2018 року, у свій 20 день народження, у Токіо вона перемогла на конкурсу «Міс Інтернешнл 2018». Це увосьме за всю історію представниця Венесуели удостоїлася корони «Міс Інтернешнл».